# Plainfaing
Plainfaing és un municipi francès, situat al departament dels Vosges i a la regió del Gran Est. L'any 2007 tenia 1.819 habitants.

## Demografia

### Població
El 2007 la població de fet de Plainfaing era de 1.819 persones. Hi havia 840 famílies, de les quals 298 eren unipersonals (147 homes vivint sols i 151 dones vivint soles), 263 parelles sense fills, 207 parelles amb fills i 72 famílies monoparentals amb fills.
La població ha evolucionat segons el següent gràfic:
Habitants censats

### Habitatges
El 2007 hi havia 1.196 habitatges, 853 eren l'habitatge principal de la família, 232 eren segones residències i 111 estaven desocupats. 730 eren cases i 457 eren apartaments. Dels 853 habitatges principals, 542 estaven ocupats pels seus propietaris, 272 estaven llogats i ocupats pels llogaters i 39 estaven cedits a títol gratuït; 8 tenien una cambra, 53 en tenien dues, 162 en tenien tres, 233 en tenien quatre i 396 en tenien cinc o més. 555 habitatges disposaven pel capbaix d'una plaça de pàrquing. A 446 habitatges hi havia un automòbil i a 248 n'hi havia dos o més.

### Piràmide de població
La piràmide de població per edats i sexe el 2009 era:
| Homes | Edats   | Dones |
| ----- | ------- | ----- |
| 0     | 95 o +  | 8     |
| 0     | 90 a 94 | 0     |
| 16    | 85 a 89 | 32    |
| 16    | 80 a 84 | 40    |
| 28    | 75 a 79 | 36    |
| 40    | 70 a 74 | 68    |
| 56    | 65 a 69 | 60    |
| 52    | 60 a 64 | 40    |
| 32    | 55 a 59 | 52    |
| 36    | 50 a 54 | 44    |
| 92    | 45 a 49 | 64    |
| 52    | 40 a 44 | 64    |
| 88    | 35 a 39 | 60    |
| 72    | 30 a 34 | 60    |
| 60    | 25 a 29 | 52    |
| 56    | 20 a 24 | 20    |
| 48    | 15 a 19 | 80    |
| 76    | 10 a 14 | 84    |
| 52    | 5 a 9   | 48    |
| 24    | 0 a 4   | 20    |

## Economia
El 2007 la població en edat de treballar era de 1.165 persones, 847 eren actives i 318 eren inactives. De les 847 persones actives 704 estaven ocupades (413 homes i 291 dones) i 143 estaven aturades (64 homes i 79 dones). De les 318 persones inactives 131 estaven jubilades, 63 estaven estudiant i 124 estaven classificades com a «altres inactius».

### Ingressos
El 2009 a Plainfaing hi havia 836 unitats fiscals que integraven 1.830 persones, la mediana anual d'ingressos fiscals per persona era de 15.169 €.

### Activitats econòmiques
Dels 77 establiments que hi havia el 2007, 5 eren d'empreses extractives, 2 d'empreses alimentàries, 2 d'empreses de fabricació de material elèctric, 7 d'empreses de fabricació d'altres productes industrials, 16 d'empreses de construcció, 14 d'empreses de comerç i reparació d'automòbils, 1 d'una empresa de transport, 13 d'empreses d'hostatgeria i restauració, 1 d'una empresa financera, 2 d'empreses immobiliàries, 4 d'empreses de serveis, 5 d'entitats de l'administració pública i 5 d'empreses classificades com a «altres activitats de serveis».
Dels 22 establiments de servei als particulars que hi havia el 2009, 1 era una oficina de correu, 1 funerària, 4 paletes, 2 guixaires pintors, 2 fusteries, 3 lampisteries, 2 electricistes, 3 perruqueries i 4 restaurants.
Dels 4 establiments comercials que hi havia el 2009, 1 era una botiga de menys de 120 m², 1 una peixateria, 1 una llibreria i 1 una botiga d'electrodomèstics.
L'any 2000 a Plainfaing hi havia 20 explotacions agrícoles que ocupaven un total de 72 hectàrees.

## Equipaments sanitaris i escolars
L'únic equipament sanitari que hi havia el 2009 era una farmàcia.
El 2009 hi havia 1 escola maternal i 2 escoles elementals.

## Poblacions més properes
El següent diagrama mostra les poblacions més properes.